# Thomas Levac
Thomas Levac, né le 10 novembre 1988, est un auteur d'humour, humoriste et podcasteur québécois, diplômé en écriture humoristique de l’École nationale de l'humour en 2010. Il a remporté en 2017 le prix du meilleur auteur-scène au Gala de la relève en humour.
Il a animé une soirée d'humour régulière au Bar L’Hémisphère gauche à Montréal de 2019 à 2020,.

## Réalisations

### Spectacles
En 2022, il sort son spectacle Thomas Levac crie près de chez vous,.
En 2024, il propose un nouveau spectacle J'ai jamais dit ça.

### Podcasts
Thomas Levac anime et co-anime plusieurs podcasts. Il a lancé en 2019 son podcast  Le podcast de Thomas Levac, dans lequel il discute avec des invités de divers horizons sur des sujets variés en conservant un ton humoristique. Il a reçu en 2021 l'Olivier du podcast humoristique sans script de l'année pour ce podcast.
En 2020, durant la pandémie, il lance un autre podcast, Couple ouvert, qu'il co-anime avec sa conjointe Stéphanie Vandelac. Dans ce podcast, le couple reçoit des invités, principalement des humoristes, qu'il invite à lire des témoignages d'anecdotes de rencontres amoureuses et sexuelles. Le podcast a reçu en 2023 l'Olivier du podcast humoristique sans script de l'année.
En 2021, il lance un troisième podcast, Deux princes, aussi appelé Deux princes ou Les silences du hurlement, qu'il co-anime avec Philippe-Audrey Larrue Saint-Jacques. Le podcast a été nommé en 2023 au Gala des Olivier, dans la catégorie podcast humoristique sans script de l'année, aux côtés de Couple ouvert.
En dehors de ses propres podcasts, Thomas Levac est régulièrement invité à diverses soirées d’humour et podcasts. Il a notamment participé au podcast Sous écoute de Mike Ward au Bordel Comédie Club, en 2017 aux côtés de Jean-Thomas Jobin, en 2019 aux côtés de Julien Dionne, en 2020 aux côtés de Poseidon, en 2023 aux côtés de sa conjointe et co-animatrice Stéphanie Vandelac, ainsi qu'au Centre Vidéotron en 2023 aux côtés de Jean-Thomas Jobin et Christine Morency. Il a aussi participé à Real Talk aux côtés de Philippe-Audrey Larrue Saint-Jacques et Pascale Marineau, dans le premier épisode du Soly podcast, le podcast d'Arnaud Soly, mis en ligne le 3 janvier 2024.

## Controverse
Le 1er juillet 2022, lors de l'enregistrement d'un podcast à l'occasion de Festival d’humour émergent en Abitibi-Témiscamingue, Thomas Levac a lancé des accusations de viol à l'endroit de l'humoriste Philippe Bond,. Il déclare sur scène « Philippe Bond, c’est un violeur » et « Il invite des femmes dans son char et il ne les laisse pas sortir. Oubliez jamais ça ! »,. Le Festival d’humour émergent s'est rapidement dissocié de ces allégations.
Quelques jours après, huit femmes ont accusé Philippe Bond et ont témoigné avoir subi une forme ou une autre d’inconduite sexuelle de sa part. Parmi leurs témoignages figurait la séquestration dans la voiture de l'humoriste. Philippe Bond s'est retiré de la vie publique en juillet 2022, avant de revenir en octobre 2024.